# Travis Walker
Pour les articles homonymes, voir Walker.
Travis Walker est un boxeur américain né le 22 juin 1979 à Tallahassee en Floride.

## Carrière
Sa carrière de boxeur amateur est principalement marquée par une victoire dans la catégorie de poids super-lourds lors du prestigieux tournoi américain Golden Gloves en 2003. Passé professionnel l'année suivante, il reste invaincu pendant 26 combats sans toutefois remporter le moindre titre. Il échouera ensuite à deux reprises pour la ceinture de champion d'Amérique du Nord NABF des poids lourds contre Chris Arreola et Johnaton Banks.